# Alfredo Vega López
Alfredo Vega López (Motos, Guadalajara, 4 de setembre del 1957) és un polític català. És llicenciat en Geografia i Història. Des del 16 de novembre de 2017 fins al 15 de juny del 2019 va ser alcalde de Terrassa pel PSC.

## Carrera política
L'any 2007 va ser escollit com a regidor a l'Ajuntament de Terrassa pel PSC, a la llista del qual ocupava l'onzena posició. Va ocupar la quarta tinença d'alcaldia i va ser responsable de l'àrea de Serveis a les persones, d'Esports i d'Universitats.
El 2011 va tornar a ser escollit, en aquest cas com a número dos de la llista del PSC per darrere de Pere Navarro. Va passar a ser segon tinent d'alcalde, responsable de l'Àrea d'Hisenda i Serveis Generals i regidor d'Hisenda, Recursos Humans, Serveis Generals i Sistemes d'Informació. El 30 de novembre del 2012 va assumir l'alcaldia en funcions després de la renúncia de Navarro, fins que Jordi Ballart va assumir el càrrec.
El 2015 va anar de número set a les llistes del PSC, i va repetir com a segon tinent d'alcalde, i també al capdavant de l'àrea de Serveis Generals i Govern Obert. Va assumir, també, les regidories d'Organització i Recursos Humans, d'Estructura Territorial i Districtes, de Serveis Econòmics i Gestió Tributària, de Serveis Jurídics, Tecnologia, Transparència i Qualitat, de Contractació i Patrimoni i de Sistemes d'Informació i Atenció Ciutadana, a més de ser el regidor del Districte 1. Amb l'entrada de CiU al govern municipal el juliol del 2015, però, va passar a ser el tercer tinent d'alcalde.
El març del 2017, Vega va assumir la primera tinença d'alcaldia i, també, la regidoria de l'Aigua, encarregada de guiar el procés de municipalització de l'aigua a la ciutat. Després del trencament del pacte entre el PSC i el Partit Demòcrata i de la dimissió de Jordi Ballart, l'agrupació local del PSC el va escollir candidat a l'alcaldia per unanimitat. El 16 de novembre del 2017 va ser proclamat alcalde de Terrassa per majoria simple amb els vots del PSC.
El novembre del 2018 va ser escollit alcaldable del PSC per a les eleccions municipals del 2019. Als comicis, la seva candidatura va quedar en segon lloc, sent la primera vegada des del 1979 que el PSC perdia unes eleccions municipals a Terrassa: va quedar en segon lloc, amb set regidors.
El 15 de juny del 2019, Alfredo Vega va deixar de ser alcalde de Terrassa en el ple que va investir qui l'havia precedit, Jordi Ballart.

## Vida personal
Va arribar a Terrassa l'any 1974. Està casat i té dos fills i un net. Mestre i llicenciat, ha estat sempre vinculat al món de l'educació a la ciutat. També ha estat vinculat en associacions veïnals i en entitats esportives com el Club Natació Terrassa. Va ser professor i, posteriorment, director de l'escola Pere Viver. També va ser, durant més de cinc anys, coordinador de la junta de directors i directores d'escoles públiques de primària de Terrassa.